# Erika Baum
Erika Baum (* 20. Juli 1951 in Gießen) ist eine deutsche Wissenschaftlerin und Allgemeinmedizinerin. 2016–2019 war sie Präsidentin der Deutschen Gesellschaft für Allgemeinmedizin und Familienmedizin (DEGAM). Für ihr Engagement in der Medizin wurde ihr 2023 das Verdienstkreuz am Bande verliehen.

## Leben
Baum studierte von 1970 bis 1976 Medizin an der Universität Gießen, an das sich bis 1982 Beschäftigungen als Medizinalassistentin sowie die Weiterbildung zur Ärztin für Allgemeinmedizin mit Zusatzbezeichnung Sportmedizin anschloss. Ab 1982 war sie wissenschaftliche Mitarbeiterin in der Professur für Allgemeinmedizin in Gießen, bevor sie ab 1988 als Vertretungsprofessorin und ab 1990 voll berufene Professorin für Allgemeinmedizin an der Universität Marburg tätig war. Ab 1988 war sie parallel in einer hausärztlichen Gemeinschaftspraxis in Biebertal bei Gießen niedergelassen tätig. Von 2001 bis 2016 leitete sie die Abteilung für Allgemeinmedizin, Präventive und Rehabilitative Medizin am dortigen Zentrum für Methodenwissenschaften und Gesundheitsforschung in Marburg. Im November 2016 wurde die Professorin für Allgemeinmedizin feierlich in den Ruhestand verabschiedet.
Seit dem 24. September 2010 ist Baum Mitglied des geschäftsführenden Präsidiums der Deutschen Gesellschaft für Allgemeinmedizin und Familienmedizin (DEGAM); zunächst als Vizepräsidentin, seit 29. September 2016 für eine reguläre Amtszeit von drei Jahren als Präsidentin. Von 2001 bis 2010 war sie Sprecherin der Sektion Studium und Hochschule.  Seit Januar 2012 engagiert sich Erika Baum als Mitglied des wissenschaftlichen Beirats des Aufklärung gegen Tabak e. V. für Rauchprävention auf Schulebene durch Medizinstudierende.

## Veröffentlichungen
- Studie zur Effektivität der Gesundheitsuntersuchung nach § 25 SGB V. Medizinisches Zentrum für Methodenwissenschaften und Gesundheitsforschung, Marburg 1998, ISBN 3-8185-0247-1.
- Das Klimakterium unter allgemeinmedizinischem Aspekt. Haag und Herchen, Frankfurt am Main 1989, ISBN 3-89228-389-3.
- Adaptive Modifikationen des thermoregulatorischen Systems im Verlauf wiederholter Kältebelastungen des Menschen sowie bei Langstreckenläufern und Schwimmern. Gießen 1976.